# وروال
وروال (به انگلیسی: Warwal) یک روستا در پاکستان است که در ناحیه چکوال واقع شده‌است.